# أمبر ليف
أمبر ليف (بالإنجليزية: Amber Leaf) هي علامة تجارية للتبغ الملفوف، وتعد من منتجات قسم مجموعة جالاهر في شركة جابان توباكو. للشركة تبغ بعبوات تزن 30 جرامًا تحتوي على الورق والمرشحات (الفلاتر)، وأكياس سعة 30 جرام أو 50 جرام مع أوراق اللف منذ مايو 2016.
في عام 2011 ومن قريب، بيعت عبوات أمبر ليف الدعائية مع التبغ في بعض المتاجر في المملكة المتحدة وأيرلندا.

## الإصدارات
أصدرت أمبر ليف في عام 2012 إصدار "أمبر ليف بلوند" في المملكة المتحدة. صُنِعت أمبر ليف بلوند لتزويد المدخنين البالغين بنكهة ألذ من خلال استخدام مزيج التبغ الفيرجيني عالي الجودة. تِبعًا لرئيس الاتصالات في شركة JTI، "على عكس تبغ ريو RYO التقليدي، الذي يكون مزيجه عادةً داكن. حيث يستخدم إصدار بلوند مزيج فيرجينيا باهت اللون لتوفير طعم لذيذ. ولن يكون الإصدار جاذبًا لمدخني ريو البالغين الحاليين فحسب، بل أيضًا سيجذب العدد المتزايد من المدخنين البالغين الحاليين الذين يبحثون عن منتج ريو للتبديل إليه".